# Kiki (slovenska glasbenica)
Laetitia Pohl – KiKi (ali Kikiwritings), slovenska kantavtorica; *12. marec 2001, Dunaj, Avstrija.
KiKi je kantavtorica mlajše generacije slovenske alternativne glasbene scene.

## Življenje
Laetitia Pohl se je rodila na Dunaju, kjer so z družino nekaj časa živeli. Že kot otroka so jo klicali z vzdevkom Kiki, kar je kasneje privzela (z zapisom KiKi) kot umetniško ime. Ima brata.

## Glasbeni začetki
Leta 2020 sta s sošolko Nino Slavec za šolski predmet na dramsko-gledališki gimnaziji v Ljubljani (SVŠGUGL) ustvarili zvočno podlago za Kikino prvo uradno pesem z naslovom Punčka iz papirja. S to pesmijo se je Kiki prijavila na festival Slovenska nota 2021, kjer je bila drugouvrščena, pesem pa je z več kot 200.000 ogledi dobila pozornost javnosti na platformi TikTok.
V letu 2021 je zmagala na natečaju Hit betona 2021, ki ga organizirajo Mladi zmaji Črnuče, kar je bila odskočna deska za naslednje koncerte. 
Leta 2022 je KiKi postala del Klubskega maratona 2022 Radia Študent, ki jo je označil kot »čarovnico intimnih pripovedk.« V okviru Klubskega maratona je nastopala na alternativnih odrih po Sloveniji. 
Na festivalu Mesto žensk 2022 se je predstavila kot predskupina hrvaške alter-pop pevke Sare Renar. Istega leta je nastopila tudi na festivalih Floating castle, Majske igre  in KantFest International. Na tekmovanju Glas mladih 2022 je dosegla prvo mesto. 25. junija 2022 je pela na državni proslavi ob dnevu državnosti, 28. oktobra 2022 pa na proslavi ob dnevu reformacije. Oba nastopa sta se predvajala na nacionalni televiziji RTV SLO 1. 

Skladbi Punčka iz papirja so kmalu sledile objave več pesmi, nato pa je leta 2023 izdala svoj prvi glasbeni album KRiki. Album vsebuje 12 avtorskih pesmi in je prejel pozitivne odzive. KiKi je avtorica vseh pesmi, pri produkciji so ji pomagali Rok Molnar, Nina Smolej, Borut Antončič (Lotos Music), Simon Bezek (Studio UHO) in Makis Ananiadis (Radio Študent).

“Kikijin prvenec KRiKi je nežen, inteligenten in spričo tega izvrsten album. Pokaže, da lahko šele tedaj, ko življenje razstavimo na posamezna kolesca in zobnike, najjasneje prikažemo njegovo kompleksnost. Avtoričina enkratna vizija se je prevedla v izjemno prijetno poslušanje, ki po koncu pusti dragocen občutek, da razumemo in da smo razumljeni. Ne skoparimo torej z besedami in povejmo, da je pred nami resen kandidat za domači album leta. Prihodnost, kot kaže, vendarle ima variacije in Kiki je pravkar ubrala pot po eni od najboljših.” – Marko Miocić, Radio Študent 2023
28. maja 2023 je nastopila na festivalu Druga godba v Cankarjevem domu. Ta dogodek je štel tudi kot predstavitev njenega prvega albuma.
Leta 2023 je nastopila tudi na 26. Pripovedovalskem festivalu v Cankarjevem domu, festivalu Plavajoči grad (Floating castle 2023) ter lokalnih študentskih prireditvah v Trbovljah, Brežicah in Celovcu. 
Leta 2024 je KiKi nastopila na festivalih MENT Ljubljana, Waves Vienna in na festivalu Godibodi. Z založbo Celinka je reizdala svoj prvi album KRiKi in mu dodala tri nove pesmi. 
Oktobra leta 2024 je na ljubljanski Akademiji za gledališče, radio, film in televizijo (AGRFT) diplomirala iz dramaturgije in scenskih umetnosti. 

## Sedanjost
KiKi v živo nastopa z bendom, ki ga sestavljajo kitarist Jan Kopač, bobnar Martin Jocif, klaviaturist Matevž Košutnik ter vokalistki Nika Trdin in Gala Pregel. Trenutno s producentoma Jovico Novkovićem in Blažem Miklom ustvarja svoj drugi album z naslovom Pravljice.

## Diskografija
Albumi
- 2023: KRiKi

Singli
| Leto | Naslov                      |
| 2021 | Punčka iz papirja           |
| 2021 | Jaz pa ne spim              |
| 2022 | Lažnivka                    |
| 2022 | Zvezdna noč (z Nino Slavec) |
| 2024 | Hodi, hodi                  |
| 2024 | Brez drobiža                |
| 2025 | O-ou                        |